# 地龜
地龜（學名：Geoemyda spengleri；英文：Black－breatsed Leaf Turtle），亦名黑胸葉龜、長尾山龜、十二棱龜、金龜，地龜科地龜屬，半水棲龜，主要分布於越南和中國之廣西、廣東、湖南、海南等地。

## 居住環境
攝氏溫度介於18℃～28℃之山區叢林、小溪及山澗（山磵）小河邊。多屬陰暗潮濕之地，其亦不能太過靠境水深處（水位不能超過龜殼高度的2倍）。

## 食物
地龜喜歡吃鮮活的小蟲子。例如：蚯蚓、蟋蟀、麥皮蟲（步行蟲之幼蟲）等。另外亦吃西紅柿、瘦豬肉、黃瓜、小魚、水龜糧等。

## 特徵
地龜體型較小，成體背甲長僅約120毫米，寬約78毫米。其頭部呈淺棕色，頭較小，背部平滑，上喙鉤曲，眼大且外突，自吻突側沿眼至頸側有淺黃色縱紋。
背甲為金黃色或桔黃色，中央具三條嵴棱，前後緣均具齒狀，共十二枚。腹甲呈棕黑色，兩側有淺黃色斑紋，甲橋明顯，背腹甲間借骨縫相連。後肢淺棕色，散布有紅色或黑色斑紋，指、趾間蹼，尾細短。

### 雌雄鑑別
雌龜的腹甲平坦，尾短，泄殖腔孔距腹甲後緣較近；雄龜的腹甲中央凹陷，尾長且粗，泄殖腔孔距腹甲後緣較遠。

## 習性
雜食性半水棲龜，幼年期肉食性偏強，卵生，每次產下4～6枚卵，每年6月－8月為其產卵期。

## 亞種
一度認為分布於日本沖繩島北部、久米島、渡嘉敷島的琉球長尾山龜，是地龜的亞種，但該種已於1992年成為獨立一物種。

## 保護
其被列為《瀕危野生動植物種國際貿易公約》附錄二的物種，被限制出口及貿易。

### 中华人民共和国
在1988年11月8日第七屆全國人民代表大會常務委員會第四次會議上通過的《中華人民共和國野生動物保護法》中，定為國家Ⅱ級重點保護野生動物。並於1989年3月1日施行。並於九萬山水源林、大瑤山水源林（廣西）、東洞庭湖、南洞庭湖濕地等地嚴加保護著。

## 外部連結
- （繁體中文）龜宿
- （繁體中文）長尾山龜－阿修羅的夜世界（页面存档备份，存于）
- （简体中文）爬行天下資料庫（页面存档备份，存于）
- （英文）CITES homepage（页面存档备份，存于）
- （英文）2007 IUCN Red List of Threatened Species（页面存档备份，存于）